# みつよしたかひろ
みつよしたかひろ（英語表記：MITSUYOSHI TAKAHIRO、中国語表記：光吉孝浩）は、日本のドキュメンタリーの映画監督である。

## プロフィール
- 2008年　第21回東京国際映画祭 NATURAL TIFF部門に映画『Blue Symphony ジャック・マイヨールの愛した海』で参加。
- 2009年　カナダのバンクーバーで行われたNEW ASIA FILM FESTIVALにおいて招待作品として映画『Blue Symphony』が上映された[2]。同映画祭のプロフィール紹介文に、早稲田大学を卒業後、写真業[3]やテレビ番組の仕事をしていたとの記述がある。また同作品は東京大学大学院情報学環コンテンツ創造科学産学連携教育プログラムの一環でつくられていることから、制作時期には東京大学に通学していたと考えられる。
- 2009年9月26日、日本のダイビング発祥の地とも形容される神奈川県真鶴町[4]で、第一回東京国際科学フェスティバルのイベント『海から地球を考える』が開かれ、映画『Blue Symphony ジャック・マイヨールの愛した海』が上映された。ダイバー、漁師、海洋環境学の研究者らとともに講演を行っている。2009年3月同じく真鶴町で開かれた世界天文年記念イベントにも参画している。この国立天文台の一連のイベントに参加していることから、この時期、国立天文台の「宇宙映像利用による科学文化形成ユニット」のメンバーであった可能性が高い[5]。また国立天文台科学映像クリエータ、科学プロデューサ「科学の達人」に名を連ねている[6]。
- 2010年1月より2012年1月まで中国広西チワン族自治区桂林市でJICAボランティア活動による映像制作の技術支援を行った。この時期、2011年3月に発生した東日本大震災の被災者に向けた応援メッセージビデオ「災難不能帯走希望、加油日本！～希望を持とう。頑張れ日本！」を中国の学生とともに制作している。[7]
- 同期間、かながわ地球市民メッセンジャーを委嘱されており、2011年11月「桂林から神奈川の子供たちへ」[8]と題された自然と人間の共生についてのメッセージを寄稿している。環境保護と観光産業の育成により地域の経済活性化も可能であることを、子供たちに向けて解りやすく説いている。この文章の中に神奈川県真鶴町でＮＰＯ団体で活動していることが述べられている。また環境プランナーの資格を有している[9]。
- 2012年10月　ドイツ　ケルンで行われたフォトキナ2012で公益社団法人日本写真家協会主催の写真展「生きる」－PostTSUNAMI[10]のオープニング映像を演出している。この展覧会の映像は東日本大震災後の一年間の記録であり、人間がどのように立ちなおって行ったかを、写真とインタビュー、美しい音楽とともに綴っている。フォトキナ2012期間中、会場およびビデオストリーミングにより放映、公開されていた。